# 红代会
红代会，全名红卫兵代表大会。1967年2月22日，“首都中等学校红卫兵代表大会”成立，此后许多地方召开了红代会，红代会主要负责人在当地革命委员会任职。

## 参看
- 农代会
- 工代会